# Hecamedoides invidus
Hecamedoides invidus är en tvåvingeart som beskrevs av Cresson 1929. Hecamedoides invidus ingår i släktet Hecamedoides och familjen vattenflugor. Inga underarter finns listade i Catalogue of Life.